# مغامرة إبهام المهندس
مغامرة إبهام المهندس, (بالإنجليزية: The Adventure of the Engineer's Thumb), واحدة من 56 قصة لشرلوك هولمز من تأليف ارثر كونان دويل، نشرت لأول مرة في مجلة الستراند في مارس 1892 بشكل منفرد قبل ان يعاد نشرها مجمعة مع باقي قصص هولمز، وتعد القصة التاسعة في سلسلة مغامرات شرلوك هولمز.

## ملخص القصة
في الصباح الباكر، يأتي رجل إلى الدكتور واطسون طالبا منه المساعدة، فقد تم قطع ابهامه ونزف كثيرا إلى ان اغمي عليه. يتضح ان الرجل اسمة فكتور هاثرلي وهو مهندس هيدروليكي، يقول هذا الاخير ان ما حدث له له علاقة بعمل اجرامي، لكنه لا يستطيع الذهاب إلى الشرطة لأنه لا يمتلك الادلة الكافية ولن يصدقوا ما سيقوله، لذا يقترح عليه واطسون اللجوء إلى صديقه شرلوك هولمز.
يحكي السيد هاثرلي ما حدث له لهولمز، حيث بالأمس جاء اليه رجل وعرف نفسه على انه الكولونيل ليساندر ستراك وقام بعرض عمل عليه مقابل مبلغ جيد من المال. يقول الكولونيل للسيد هاثرلي انه اشترى منذ بضع سنوات ارضا اكتشف انها تحتوي على ترسبات لمسحوق القصر (وهو مسحوق ثمين يستخدم في تبييض الثياب), لذا قرر شراء مكبس هيدروليكي لاستخراج هذا المسحوق، لكن ذلك المكبس قد تعطل والآن يريد اصلاحه. يقبل المهندس هاثرلي العمل، ويأخذه الكولونيل إلى منطقة ريفية، لكن اشياء غريبة تثير استغراب المهندس، الأول هو همن المفروض ان يتم استخراج المسحوق من الأرض عن طريق الحفر وليس عن طريق مكبس هيدروليكي، والثاني هو انه يجد عند وجوده بمنزل الكولونيل وعاء حديدي واسع مغطى بقشرة من الرواسب المعدنية فيعرف ان ذلك الكولونيل قد كذب عليه وانه سيستخدم المكبس لغرض اخر فيحاول الكولونيل ليساندر ستراك قتله لكن المهندس ينجح في الفرار من النافذة، إلا انه وقبل فراره يقطع ستراك ابهامه.
يقوم هولمز بتحرياته ويكتشف ان الكولونيل ليساندر ستراك في الحقيقة هو مزور قطع نقدية، والغرض الحقيقي من استخدامه للمكبس الهيدروليكي هو تحضير خليط من المعادن لصناعة هذه العملات المزورة، وقد حاول قتل المهندس هاثرلي عندما اقترب من اكتشاف حقيقة عمله الإجرامي.

## الاقتباس
- تم اقتباس إحدى حلقات المسلسل الأمريكي شرلوك هولمز من القصة عام 1954, وكان عنوان الحلقة «قضية المهندس بدون حذاء», إذ تم تغيير جزء من الاحداث الاصلية للقصة، حيث يفقد المهندس حذاءه بدل ابهامه.المسلسل من بطولة رونالد هوارد بدور هولمز.
- تم اقتباس فيلم سوفييتي من القصة عام 1986 وهو جزء من سلسلة افلام «مغامرات شرلوك هولمز والدكتور واطسون» من بطولة فازيلي ليفانوف بدور هولمز.[1]

## الترجمة العربية
- مغامرة إبهام المهندس، دار الأجيال للنشر.
- مغامرة إبهام المهندس، مؤسسة هنداوي، ترجمة سارة طه علام ومراجعة نيرة محمد صبري.[2]

## روابط خارجية
- القصة على شكل كتاب مسموع (باللغة الإنجليزية). نسخة محفوظة 11 أغسطس 2014 على موقع واي باك مشين.
- قراءة القصة مجانا مرفقة بالرسومات الأصلية (باللغة الفرنسية).